# Campeonato Brasileiro Série D 2019
In 2019 werd het elfde Campeonato Brasileiro Série D gespeeld. Dit is een competitie die het vierde hoogste niveau in het Braziliaanse voetbal vormt, net onder de Série C. Er namen 68 clubs deel, waarvan er vier zich plaatsten voor de Série C van 2020. De competitie werd gespeeld van 4 mei tot 18 augustus. Brusque werd kampioen.

## Format
Er namen 68 clubs deel, als volgt bepaald:
- De vier clubs die het voorgaande jaar degradeerden uit de Série C.
- De staat met de eerste plaats op de CBF-ranking mocht vier clubs afvaardigen.
- De plaatsen twee tot en met negen op de ranking mochten drie clubs afvaardigen
- De overige achttien federaties mochten twee clubs afvaardigen.

Welke clubs deelnemen aan de Série D wordt bepaald door de staten. Doorgaans wordt de staatscompetitie hiervoor gebruikt, maar er kunnen ook andere criteria voor zijn zoals een staatsbeker.
In de eerste fase worden de 68 clubs verdeeld over zeventien groepen van vier. Er is een regionale onderverdeling zodat teams in de eerste fase niet te grote afstanden moeten afleggen. 32 clubs kwalificeerden zich voor de tweede fase en worden daar ingedeeld in twee blokken; de beste zestien groepswinnaars worden ingedeeld in blok 1 en nemen het op tegen de zeventiende groepswinnaar en de vijftien beste tweedes die in blok twee ingedeeld worden. De twee slechtst presterende nummers twee kwalificeerden zich niet voor de tweede fase. Vanaf nu wordt er via een knock-outsysteem gespeeld. De winnaars van de kwartfinales kwalificeerden zich voor de Série C. Aangezien er geen Série E was, was er geen degradatie, maar clubs moesten zich het volgende jaar opnieuw kwalificeren voor de Série D via hun staatskampioenschappen.

## Deelnemers
| Club                | Stad                   | Staat               | Hoe geklasseerd                                       | Stadion                   | Capaciteit |
| ------------------- | ---------------------- | ------------------- | ----------------------------------------------------- | ------------------------- | ---------- |
| Altos               | Altos                  | Piauí               | Kampioen Staatscompetitie 2018                        | Felipão                   | 3.000      |
| América de Natal    | Natal                  | Rio Grande do Norte | Best geklasseerde van de Staatscompetitie 2018        | Arena das Dunas           | 32.050     |
| América do Recife   | Recife                 | Pernambuco          | derde best geklasseerde van de Staatscompetitie 2018  | Ademir Cunha              | 12.000     |
| Anapolina           | Anápolis               | Goiás               | tweede best geklasseerde van de Staatscompetitie 2018 | Jonas Duarte              | 10.707     |
| Aparecidense        | Aparecida de Goiânia   | Goiás               | Best geklasseerde van de Staatscompetitie 2018        | Annibal Batista de Toledo | 4.800      |
| ASA                 | Arapiraca              | Alagoas             | Best geklasseerde van de Staatscompetitie 2018        | Fumeirão                  | 15.332     |
| Atlético Cearense   | Fortaleza              | Ceará               | Best geklasseerde van de Staatscompetitie 2018        | Presidente Vargas         | 20.262     |
| Atlético Roraima    | Boa Vista              | Roraima             | Vice-Kampioen Staatscompetitie 2018                   | Ribeirão                  | 1.500      |
| Avenida             | Santa Cruz do Sul      | Rio Grande do Sul   | tweede best geklasseerde van de Staatscompetitie 2018 | Eucaliptos                | 3.000      |
| Bahia de Feira      | Feira de Santana       | Bahia               | tweede best geklasseerde van de Staatscompetitie 2018 | Arena Cajueiro            | 4.000      |
| Barcelona           | Vilhena                | Rondônia            | Vice-Kampioen Staatscompetitie 2018                   | Portal da Amazônia        | 10.000     |
| Boavista            | Saquarema              | Rio de Janeiro      | Best geklasseerde van de Staatscompetitie 2018        | Eucy Resende              | 2.058      |
| Bragantino          | Bragança               | Pará                | Best geklasseerde van de Staatscompetitie 2018        | Diogão                    | 10.000     |
| Brasiliense         | Taguatinga             | Federaal District   | Vice-Kampioen Metropolitano 2018                      | Boca do Jacaré            | 28.800     |
| Brusque             | Brusque                | Santa Catarina      | tweede best geklasseerde van de Staatscompetitie 2018 | Augusto Bauer             | 5.000      |
| Caldense            | Poços de Caldas        | Minas Gerais        | derde best geklasseerde van de Staatscompetitie 2018  | Ronaldão                  | 7.600      |
| Campinense          | Campina Grande         | Paraíba             | Best geklasseerde van de Staatscompetitie 2018        | Amigão                    | 19.000     |
| Caxias              | Caxias do Sul          | Rio Grande do Sul   | derde best geklasseerde van de Staatscompetitie 2018  | Centenário                | 22.132     |
| Central             | Caruaru                | Pernambuco          | Best geklasseerde van de Staatscompetitie 2018        | Lacerdão                  | 19.478     |
| Cianorte            | Cianorte               | Paraná              | derde best geklasseerde van de Staatscompetitie 2018  | Albino Turbay             | 4.000      |
| Corumbaense         | Corumbá                | Mato Grosso do Sul  | Vice-Kampioen Staatscompetitie 2018                   | Arthur Marinho            | 5.000      |
| Coruripe            | Coruripe               | Alagoas             | tweede best geklasseerde van de Staatscompetitie 2018 | Gerson Amaral             | 5.560      |
| Fast Clube          | Manaus                 | Amazonas            | Vice-Kampioen Staatscompetitie 2018                   | Colina                    | 10.451     |
| Ferroviária         | Araraquara             | São Paulo           | Vicekampioen Copa Paulista 2018                       | Fonte Luminosa            | 21.441     |
| Floresta            | Fortaleza              | Ceará               | tweede best geklasseerde van de Staatscompetitie 2018 | Domingão                  | 10.500     |
| Fluminense de Feira | Feira de Santana       | Bahia               | Best geklasseerde van de Staatscompetitie 2018        | Joia da Princesa          | 16.274     |
| Foz do Iguaçu FC    | Foz do Iguaçu          | Paraná              | Best geklasseerde van de Staatscompetitie 2018        | Estádio do ABC            | 6.968      |
| Galvez              | Rio Branco             | Acre                | Vice-Kampioen Staatscompetitie 2018                   | Arena da Floresta         | 20.000     |
| Gaúcho              | Passo Fundo            | Rio Grande do Sul   | Vice-campeão da Copa FGF 2018                         | Wolmar Salton             | 3.500      |
| Hercílio Luz        | Tubarão                | Santa Catarina      | derde best geklasseerde van de Staatscompetitie 2018  | Aníbal Torres Costa       | 3.570      |
| Interporto          | Porto Nacional         | Tocantins           | derde best geklasseerde van de Staatscompetitie 2018  | General Sampaio           | 2.000      |
| Iporá               | Iporá                  | Goiás               | derde best geklasseerde van de Staatscompetitie 2018  | Ferreirão                 | 3.500      |
| Itabaiana           | Itabaiana              | Sergipe             | tweede best geklasseerde van de Staatscompetitie 2018 | Etelvino Mendonça         | 10.000     |
| Itaboraí            | Itaboraí               | Rio de Janeiro      | Vice-campeão da Copa Rio 2018                         | Alzirão                   | 900        |
| Ituano              | Itu                    | São Paulo           | derde best geklasseerde van de Staatscompetitie 2018  | Novelli Júnior            | 18.560     |
| Jacuipense          | Riachão do Jacuípe     | Bahia               | Derde best geklasseerde van de Staatscompetitie 2018  | Valfredão                 | 5.000      |
| Joinville           | Joinville              | Santa Catarina      | 20ste plaats Série C 2018                             | Arena Joinville           | 22.400     |
| Juazeirense         | Juazeiro               | Bahia               | 18de plaats Série C 2018                              | Adauto Moraes             | 8.000      |
| Manaus              | Manaus                 | Amazonas            | Kampioen Staatscompetitie 2018                        | Colina                    | 10.451     |
| Maranhão            | São Luís               | Maranhão            | Winnaar Copa FMF 2018                                 | Castelão                  | 40.149     |
| Maringá             | Maringá                | Paraná              | tweede best geklasseerde van de Staatscompetitie 2018 | Willie Davids             | 20.000     |
| Moto Club           | São Luís               | Maranhão            | Best geklasseerde van de Staatscompetitie 2018        | Castelão                  | 40.149     |
| Novorizontino       | Novo Horizonte         | São Paulo           | tweede best geklasseerde van de Staatscompetitie 2018 | Jorge Ismael de Biasi     | 12.398     |
| Operário FC         | Campo Grande           | Mato Grosso do Sul  | Kampioen Staatscompetitie 2018                        | Morenão                   | 44.200     |
| Palmas              | Palmas                 | Tocantins           | Kampioen Staatscompetitie 2018                        | Nilton Santos             | 10.000     |
| Patrocinense        | Patrocínio             | Minas Gerais        | tweede best geklasseerde van de Staatscompetitie 2018 | Pedro Alves do Nascimento | 8.000      |
| Portuguesa Carioca  | Rio de Janeiro         | Rio de Janeiro      | tweede best geklasseerde van de Staatscompetitie 2018 | Luso-Brasileiro           | 20.215     |
| Real Ariquemes      | Ariquemes              | Rondônia            | Kampioen Staatscompetitie 2018                        | Valerião                  | 2.500      |
| Rio Branco          | Rio Branco             | Acre                | Kampioen Staatscompetitie 2018                        | Arena da Floresta         | 20.000     |
| Ríver               | Teresina               | Piauí               | tweede best geklasseerde van de Staatscompetitie 2018 | Albertão                  | 52.296     |
| Salgueiro           | Salguerio              | Pernambuco          | 19° colocado da Série C 2018                          | Cornélio de Barros        | 12.070     |
| Santa Cruz de Natal | Natal                  | Rio Grande do Norte | tweede best geklasseerde van de Staatscompetitie 2018 | Arena das Dunas           | 32.050     |
| Santos              | Macapá                 | Amapá               | Vice-Kampioen Staatscompetitie 2018                   | Zerão                     | 13.680     |
| São Caetano         | São Caetano do Sul     | São Paulo           | Best geklasseerde van de Staatscompetitie 2018        | Anacleto Campanella       | 16.744     |
| São Raimundo-PA     | Santarém               | Pará                | tweede best geklasseerde van de Staatscompetitie 2018 | Colosso do Tapajós        | 12.000     |
| São Raimundo-RR     | Boa Vista              | Roraima             | Kampioen Staatscompetitie 2018                        | Ribeirão                  | 1.500      |
| Sergipe             | Aracaju                | Sergipe             | Best geklasseerde van de Staatscompetitie 2018        | Batistão                  | 15.586     |
| Serra               | Serra                  | Espírito Santo      | Kampioen Staatscompetitie 2018                        | Robertão                  | 1.040      |
| Serrano             | Campina Grande         | Paraíba             | tweede best geklasseerde van de Staatscompetitie 2018 | Amigão                    | 19.000     |
| Sinop               | Sinop                  | Mato Grosso         | Best geklasseerde van de Staatscompetitie 2018        | Gigante do Norte          | 13.000     |
| Sobradinho          | Sobradinho             | Federaal District   | Kampioen Staatscompetitie 2018                        | Augustinho Lima           | 15.000     |
| Atlético Tubarão    | Tubarão                | Santa Catarina      | Best geklasseerde van de Staatscompetitie 2018        | Domingos Gonzales         | 3.500      |
| Tupi                | Juiz de Fora           | Minas Gerais        | 17de plaats Série C 2018                              | Mario Helênio             | 30.000     |
| União Rondonópolis  | Rondonópolis           | Mato Grosso         | tweede best geklasseerde van de Staatscompetitie 2018 | Luthero Lopes             | 18.000     |
| URT                 | Patos de Minas         | Minas Gerais        | Best geklasseerde van de Staatscompetitie 2018        | Zama Maciel               | 4.858      |
| Vitória-PE          | Vitória de Santo Antão | Pernambuco          | tweede best geklasseerde van de Staatscompetitie 2018 | Arena Pernambuco          | 44.300     |
| Vitória FC-ES       | Vitória                | Espírito Santo      | Campeão da Copa Espírito Santo de Futebol 2018        | Salvador Costa            | 3.000      |
| Ypiranga            | Macapá                 | Amapá               | Kampioen Staatscompetitie 2018                        | Zerão                     | 13.680     |

## Groepsfase

### Groep A01
| Plaats | Club            | Wed. | W | G | V | Saldo | Ptn. |
| ------ | --------------- | ---- | - | - | - | ----- | ---- |
| 1.     | São Raimundo-RR | 6    | 4 | 0 | 2 | 15:6  | 12   |
| 2.     | Fast Clube      | 6    | 2 | 3 | 1 | 9:5   | 9    |
| 3.     | Barcelona       | 6    | 2 | 2 | 2 | 7:10  | 8    |
| 4.     | Rio Branco      | 6    | 1 | 1 | 4 | 6:16  | 4    |

|  | Geplaatst voor tweede fase blok 1 |

### Groep A02
| Plaats | Club           | Wed. | W | G | V | Saldo | Ptn. |
| ------ | -------------- | ---- | - | - | - | ----- | ---- |
| 1.     | Manaus         | 6    | 4 | 2 | 0 | 16:7  | 14   |
| 2.     | Real Ariquemes | 6    | 3 | 2 | 1 | 9:9   | 11   |
| 3.     | Galvez         | 6    | 1 | 3 | 2 | 10:12 | 6    |
| 4.     | Santos         | 6    | 0 | 1 | 5 | 3:10  | 1    |

|  | Geplaatst voor tweede fase blok 1 |
|  | Geplaatst voor tweede fase blok 2 |

### Groep A03
| Plaats | Club             | Wed. | W | G | V | Saldo | Ptn. |
| ------ | ---------------- | ---- | - | - | - | ----- | ---- |
| 1.     | Moto Club        | 6    | 4 | 2 | 0 | 16:4  | 14   |
| 2.     | São Raimundo-PA  | 6    | 4 | 1 | 1 | 12:7  | 13   |
| 3.     | Ypiranga         | 6    | 1 | 2 | 3 | 8:13  | 5    |
| 4.     | Atlético Roraima | 6    | 0 | 1 | 5 | 3:15  | 1    |

|  | Geplaatst voor tweede fase blok 1 |
|  | Geplaatst voor tweede fase blok 2 |

### Groep A04
| Plaats | Club                | Wed. | W | G | V | Saldo | Ptn. |
| ------ | ------------------- | ---- | - | - | - | ----- | ---- |
| 1.     | Bragantino          | 6    | 3 | 0 | 3 | 8:7   | 9    |
| 2.     | Floresta            | 6    | 2 | 3 | 1 | 11:7  | 9    |
| 3.     | Ríver               | 6    | 2 | 3 | 1 | 10:7  | 9    |
| 4.     | Santa Cruz de Natal | 6    | 1 | 2 | 3 | 6:14  | 5    |

|  | Geplaatst voor tweede fase blok 2 |

### Groep A05
| Plaats | Club              | Wed. | W | G | V | Saldo | Ptn. |
| ------ | ----------------- | ---- | - | - | - | ----- | ---- |
| 1.     | Atlético Cearense | 6    | 5 | 0 | 1 | 12:6  | 15   |
| 2.     | Central           | 6    | 3 | 0 | 3 | 10:7  | 9    |
| 3.     | Altos             | 6    | 3 | 0 | 3 | 7:10  | 9    |
| 4.     | Maranhão          | 6    | 1 | 0 | 5 | 10:16 | 3    |

|  | Geplaatst voor tweede fase blok 1 |
|  | Geplaatst voor tweede fase blok 2 |

### Groep A06
| Plaats | Club               | Wed. | W | G | V | Saldo | Ptn. |
| ------ | ------------------ | ---- | - | - | - | ----- | ---- |
| 1.     | América de Natal   | 6    | 4 | 2 | 0 | 20:1  | 14   |
| 2.     | América do Recife  | 6    | 3 | 1 | 2 | 8:8   | 10   |
| 3.     | Bahia de Feira (1) | 6    | 3 | 1 | 2 | 12:5  | 7    |
| 4.     | Serrano            | 6    | 0 | 0 | 6 | 2:18  | 0    |

(1): Bahia de Feira kreeg drie strafpunten voor het opstellen van een niet-speelgerechtigde speler 
|  | Geplaatst voor tweede fase blok 1 |
|  | Geplaatst voor tweede fase blok 2 |

### Groep A07
| Plaats | Club       | Wed. | W | G | V | Saldo | Ptn. |
| ------ | ---------- | ---- | - | - | - | ----- | ---- |
| 1.     | Jacuipense | 6    | 5 | 0 | 1 | 11:2  | 15   |
| 2.     | ASA        | 6    | 4 | 1 | 1 | 8:5   | 13   |
| 3.     | Campinense | 6    | 2 | 1 | 3 | 6:5   | 7    |
| 4.     | Vitória-PE | 6    | 0 | 0 | 6 | 3:16  | 0    |

|  | Geplaatst voor tweede fase blok 1 |
|  | Geplaatst voor tweede fase blok 2 |

### Groep A08
| Plaats | Club                | Wed. | W | G | V | Saldo | Ptn. |
| ------ | ------------------- | ---- | - | - | - | ----- | ---- |
| 1.     | Fluminense de Feira | 6    | 3 | 3 | 0 | 8:4   | 12   |
| 2.     | Salgueiro           | 6    | 2 | 4 | 0 | 8:6   | 10   |
| 3.     | Sergipe             | 6    | 1 | 2 | 3 | 11:10 | 5    |
| 4.     | Coruripe            | 6    | 1 | 1 | 4 | 2:9   | 4    |

|  | Geplaatst voor tweede fase blok 1 |
|  | Geplaatst voor tweede fase blok 2 |

### Groep A09
| Plaats | Club         | Wed. | W | G | V | Saldo | Ptn. |
| ------ | ------------ | ---- | - | - | - | ----- | ---- |
| 1.     | Itabaiana    | 6    | 4 | 1 | 1 | 9:5   | 13   |
| 2.     | Juazeirense  | 6    | 3 | 2 | 1 | 8:4   | 11   |
| 3.     | Aparecidense | 6    | 3 | 0 | 3 | 8:5   | 9    |
| 4.     | Interporto   | 6    | 0 | 1 | 5 | 2:13  | 1    |

|  | Geplaatst voor tweede fase blok 1 |
|  | Geplaatst voor tweede fase blok 2 |

### Groep A10
| Plaats | Club        | Wed. | W | G | V | Saldo | Ptn. |
| ------ | ----------- | ---- | - | - | - | ----- | ---- |
| 1.     | Iporá       | 6    | 3 | 1 | 2 | 7:5   | 10   |
| 2.     | Sinop       | 6    | 2 | 3 | 1 | 7:8   | 9    |
| 3.     | Corumbaense | 6    | 2 | 1 | 3 | 9:9   | 7    |
| 4.     | Palmas      | 6    | 1 | 3 | 2 | 5:6   | 6    |

|  | Geplaatst voor tweede fase blok 1 |

### Groep A11
| Plaats | Club               | Wed. | W | G | V | Saldo | Ptn. |
| ------ | ------------------ | ---- | - | - | - | ----- | ---- |
| 1.     | Patrocinense       | 6    | 3 | 1 | 2 | 9:7   | 10   |
| 2.     | União Rondonópolis | 6    | 3 | 1 | 2 | 10:9  | 10   |
| 3.     | Anapolina          | 6    | 2 | 2 | 2 | 6:6   | 8    |
| 4.     | Operário           | 6    | 1 | 2 | 3 | 6:9   | 5    |

|  | Geplaatst voor tweede fase blok 1 |
|  | Geplaatst voor tweede fase blok 2 |

### Groep A12
| Plaats | Club       | Wed. | W | G | V | Saldo | Ptn. |
| ------ | ---------- | ---- | - | - | - | ----- | ---- |
| 1.     | Caldense   | 6    | 5 | 1 | 0 | 7:1   | 16   |
| 2.     | Vitória-ES | 6    | 3 | 2 | 1 | 7:4   | 11   |
| 3.     | Portuguesa | 6    | 2 | 1 | 3 | 5:6   | 7    |
| 4.     | Sobradinho | 6    | 0 | 0 | 6 | 1:9   | 0    |

|  | Geplaatst voor tweede fase blok 1 |
|  | Geplaatst voor tweede fase blok 2 |

### Groep A13
| Plaats | Club        | Wed. | W | G | V | Saldo | Ptn. |
| ------ | ----------- | ---- | - | - | - | ----- | ---- |
| 1.     | Brasiliense | 6    | 3 | 3 | 0 | 5:2   | 12   |
| 2.     | Ituano      | 6    | 3 | 2 | 1 | 11:3  | 11   |
| 3.     | URT         | 6    | 1 | 3 | 2 | 2:3   | 6    |
| 4.     | Serra       | 6    | 0 | 2 | 4 | 1:11  | 2    |

|  | Geplaatst voor tweede fase blok 1 |
|  | Geplaatst voor tweede fase blok 2 |

### Groep A14
| Plaats | Club          | Wed. | W | G | V | Saldo | Ptn. |
| ------ | ------------- | ---- | - | - | - | ----- | ---- |
| 1.     | Novorizontino | 6    | 4 | 2 | 0 | 13:3  | 14   |
| 2.     | Hercílio Luz  | 6    | 3 | 0 | 3 | 5:6   | 9    |
| 3.     | Itaboraí      | 6    | 1 | 2 | 3 | 6:10  | 5    |
| 4.     | Tupi          | 6    | 1 | 2 | 3 | 5:10  | 5    |

|  | Geplaatst voor tweede fase blok 1 |
|  | Geplaatst voor tweede fase blok 2 |

### Groep A15
| Plaats | Club             | Wed. | W | G | V | Saldo | Ptn. |
| ------ | ---------------- | ---- | - | - | - | ----- | ---- |
| 1.     | Brusque          | 6    | 5 | 0 | 1 | 15:6  | 15   |
| 2.     | Boavista         | 6    | 5 | 0 | 1 | 9:5   | 15   |
| 3.     | Gaúcho           | 6    | 1 | 0 | 5 | 5:8   | 3    |
| 4.     | Foz do Iguaçu FC | 6    | 1 | 0 | 5 | 3:13  | 3    |

|  | Geplaatst voor tweede fase blok 1 |
|  | Geplaatst voor tweede fase blok 2 |

### Groep A16
| Plaats | Club             | Wed. | W | G | V | Saldo | Ptn. |
| ------ | ---------------- | ---- | - | - | - | ----- | ---- |
| 1.     | Cianorte         | 6    | 4 | 1 | 1 | 5:3   | 13   |
| 2.     | Caxias           | 6    | 3 | 2 | 1 | 8:4   | 11   |
| 3.     | São Caetano      | 6    | 1 | 2 | 3 | 7:7   | 5    |
| 4.     | Atlético Tubarão | 6    | 1 | 1 | 4 | 7:13  | 4    |

|  | Geplaatst voor tweede fase blok 1 |
|  | Geplaatst voor tweede fase blok 2 |

### Groep A17
| Plaats | Club        | Wed. | W | G | V | Saldo | Ptn. |
| ------ | ----------- | ---- | - | - | - | ----- | ---- |
| 1.     | Avenida     | 6    | 3 | 1 | 2 | 6:5   | 10   |
| 2.     | Ferroviária | 6    | 3 | 0 | 3 | 4:3   | 9    |
| 3.     | Maringá     | 6    | 2 | 2 | 2 | 4:5   | 8    |
| 4.     | Joinville   | 6    | 2 | 1 | 3 | 3:4   | 7    |

|  | Geplaatst voor tweede fase blok 1 |
|  | Geplaatst voor tweede fase blok 2 |

## Tweede fase
Net zoals in de groepsfase blijven de clubs regionaal onderverdeeld om verre verplaatsingen te vermijden. In geval van gelijkspel telt de uitdoelpuntregel, indien de stand dan nog hetzelfde is worden er strafschoppen genomen, tussen haakjes weergegeven.
| Team #1            | Tot.        | Team #2             | 1ste wed | 2de wed |
| ------------------ | ----------- | ------------------- | -------- | ------- |
| São Raimundo-PA    | 2 - 1       | São Raimundo-RR     | 1 - 0    | 1 - 1   |
| Real Ariquemes     | 2 - 6       | Manaus              | 1 - 2    | 1 - 4   |
| Floresta           | 5 - 3       | Moto Club           | 3 - 3    | 2 - 0   |
| Bragantino         | 4 - 2       | Atlético Cearense   | 3 - 0    | 1 - 2   |
| América do Recife  | 1 - 2       | América de Natal    | 1 - 0    | 0 - 2   |
| Central            | 3 - 3 (3-5) | Jacuipense          | 2 - 0    | 1 - 3   |
| Salgueiro          | 1 - 2       | Fluminense de Feira | 1 - 1    | 0 - 1   |
| ASA                | 3 - 4       | Itabaiana           | 2 - 0    | 1 - 4   |
| União Rondonópolis | 2 - 5       | Iporá               | 2 - 3    | 0 - 2   |
| Juazeirense        | 1 - 1 (5-4) | Patrocinense        | 1 - 0    | 0 - 1   |
| Ituano             | 4 - 1       | Caldense            | 2 - 1    | 2 - 0   |
| Vitória-ES         | 2 - 1       | Brasiliense         | 0 - 0    | 2 - 1   |
| Boavista           | 1 - 1 (4-2) | Novorizontino       | 0 - 1    | 1 - 0   |
| Hercílio Luz       | 0 - 2       | Brusque             | 0 - 0    | 0 - 2   |
| Ferroviária        | 0 -0 (3-4)  | Cianorte            | 0 - 0    | 0 - 0   |
| Caxias             | 0 - 0 (6-5) | Avenida             | 0 - 0    | 0 - 0   |

## Derde fase
Ook in de derde fase blijven de clubs regionaal onderverdeeld om verre verplaatsingen te vermijden. In geval van gelijkspel telt de uitdoelpuntregel, indien de stand dan nog hetzelfde is worden er strafschoppen genomen, tussen haakjes weergegeven.
| Team #1             | Tot.        | Team #2    | 1ste wed | 2de wed |
| ------------------- | ----------- | ---------- | -------- | ------- |
| São Raimundo-PA     | 1 - 1 (3-4) | Manaus     | 1 - 0    | 0 - 1   |
| Bragantino          | 1 - 3       | Floresta   | 0 - 0    | 1 - 3   |
| América de Natal    | 0 - 1       | Jacuipense | 0 - 0    | 0 - 1   |
| Fluminense de Feira | 0 - 3       | Itabaiana  | 0 - 1    | 0 - 2   |
| Juazeirense         | 1 - 1 (4-3) | Iporá      | 1 - 1    | 0 - 0   |
| Vitória             | 1 - 2       | Ituano     | 0 - 0    | 1 - 2   |
| Boavista            | 1 - 4       | Brusque    | 1 - 1    | 0 - 3   |
| Caxias              | 2 - 1       | Cianorte   | 0 - 0    | 2 - 1   |

## Vierde fase
Vanaf de vierde fase zijn de confrontaties niet meer regionaal. De resultaten van de groepsfase en de tweede en derde fase worden opgeteld. De vier clubs met de meeste punten nemen het op tegen de clubs met de minste punten. 

Klassicifactietabel
| Plaats | Club        | Wed. | W | G | V | Saldo | Ptn. |
| ------ | ----------- | ---- | - | - | - | ----- | ---- |
| 1.     | Brusque     | 10   | 7 | 2 | 1 | 21:7  | 23   |
| 2.     | Manaus      | 10   | 7 | 2 | 1 | 23:10 | 23   |
| 3.     | Jacuipense  | 10   | 7 | 1 | 2 | 15:5  | 22   |
| 4.     | Itabaiana   | 10   | 7 | 1 | 2 | 16:8  | 22   |
| 5.     | Ituano      | 10   | 6 | 3 | 1 | 17:5  | 21   |
| 6.     | Floresta    | 10   | 4 | 5 | 1 | 19:11 | 17   |
| 7.     | Caxias      | 10   | 4 | 5 | 1 | 10:5  | 17   |
| 8.     | Juazeirense | 10   | 4 | 4 | 2 | 10:6  | 16   |

|  | kwartfinale | kwartfinale | kwartfinale | kwartfinale |       |            | halve finale | halve finale | halve finale | halve finale |  |         | finale | finale | finale | finale |  |  |
|  |             |             |             |             |       |            |              |              |              |              |  |         |        |        |        |        |  |  |
|  | Ituano      | 3           | 0           | 3           |       |            |              |              |              |              |  |         |        |        |        |        |  |  |
|  | Itabaiana   | 1           | 1           | 2           |       |            |              |              |              |              |  |         |        |        |        |        |  |  |
|  | Itabaiana   | 1           | 1           | 2           |       | Ituano     | 2            | 0            | 2 (3)        |              |  |         |        |        |        |        |  |  |
|  |             |             |             |             |       | Ituano     | 2            | 0            | 2 (3)        |              |  |         |        |        |        |        |  |  |
|  |             | Brusque     | 0           | 2           | 2 (4) |            |              |              |              |              |  |         |        |        |        |        |  |  |
|  | Juazeirense | Brusque     | 0           | 2           | 2 (4) | 1          | 0            | 1            |              |              |  |         |        |        |        |        |  |  |
|  | Juazeirense |             |             |             |       | 1          | 0            | 1            |              |              |  |         |        |        |        |        |  |  |
|  | Brusque     | 0           | 4           | 4           |       |            |              |              |              |              |  |         |        |        |        |        |  |  |
|  | Brusque     | 0           | 4           | 4           |       |            |              |              |              |              |  | Brusque | 2      | 2      | 4 (6)  |        |  |  |
|  |             |             |             |             |       |            |              |              |              |              |  | Brusque | 2      | 2      | 4 (6)  |        |  |  |
|  |             | Manaus      | 2           | 2           | 4 (5) |            |              |              |              |              |  |         |        |        |        |        |  |  |
|  | Floresta    | Manaus      | 2           | 2           | 4 (5) | 2          | 0            | 2            |              |              |  |         |        |        |        |        |  |  |
|  | Floresta    |             |             |             |       | 2          | 0            | 2            |              |              |  |         |        |        |        |        |  |  |
|  | Jacuipense  | 2           | 1           | 3           |       |            |              |              |              |              |  |         |        |        |        |        |  |  |
|  | Jacuipense  | 2           | 1           | 3           |       | Jacuipense | 1            | 0            | 1            |              |  |         |        |        |        |        |  |  |
|  |             |             |             |             |       | Jacuipense | 1            | 0            | 1            |              |  |         |        |        |        |        |  |  |
|  |             | Manaus      | 1           | 1           | 2     |            |              |              |              |              |  |         |        |        |        |        |  |  |
|  | Caxias      | Manaus      | 1           | 1           | 2     | 1          | 0            | 1            |              |              |  |         |        |        |        |        |  |  |
|  | Caxias      |             |             |             |       | 1          | 0            | 1            |              |              |  |         |        |        |        |        |  |  |
|  | Manaus      | 0           | 3           | 3           |       |            |              |              |              |              |  |         |        |        |        |        |  |  |